# برايان دويل (لاعب كرة قدم)
برايان دويل (بالإنجليزية: Brian Doyle)‏ (15 يوليو 1930 في المملكة المتحدة - 22 ديسمبر 1992) هو لاعب كرة قدم بريطاني في مركز الدفاع. لعب مع ستوك سيتي ومانشستر سيتي ونادي بريستول روفيرز ونادي إكزتر سيتي.